# Nicola (Kartoffel)

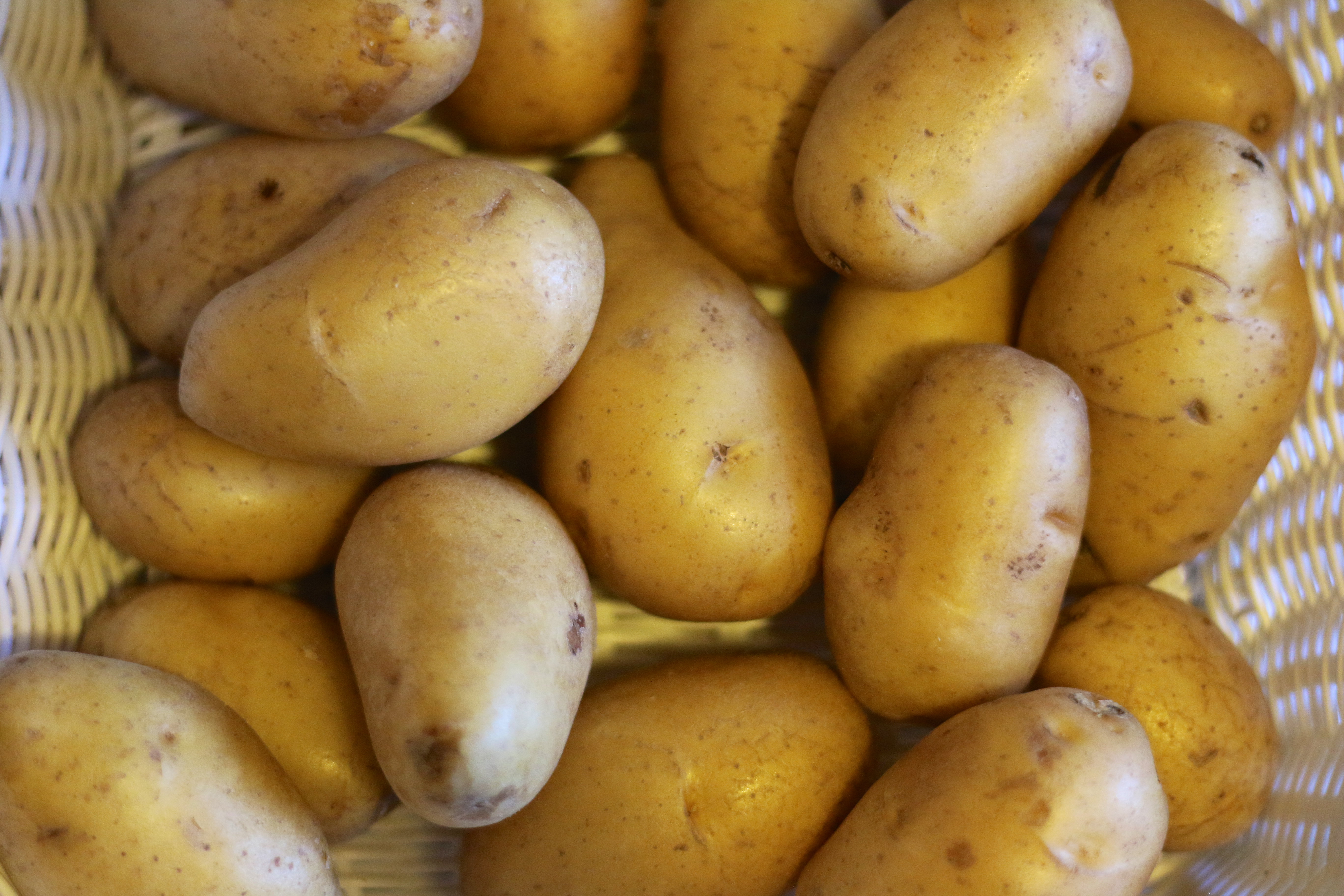
Knollen der Sorte Nicola

Nicola ist eine mittelfrühe, festkochende Speisekartoffel. Sie ist besonders trockentolerant. Nicola besitzt einen relativ hohen Knollenansatz. Als Folge sollte bei Anbau in der 75-cm-Reihe eine Pflanzenzahl von ca. 40.000 je Hektar angestrebt werden. Die Sorte sollte äußerst verhalten mit Stickstoff gedüngt werden, der Gesamtsollwert liegt bei rund 100 kg N/ha. Nicola muss äußerst schonend gerodet werden, damit die Schale unverletzt bleibt und somit eine Lagerung möglich ist.
Nicola wurde 1973 zugelassen, aus ihr wurde zusammen mit Hansa die Sorte Juliette, sowie mit Monalisa die Sorte Annabelle gezüchtet.

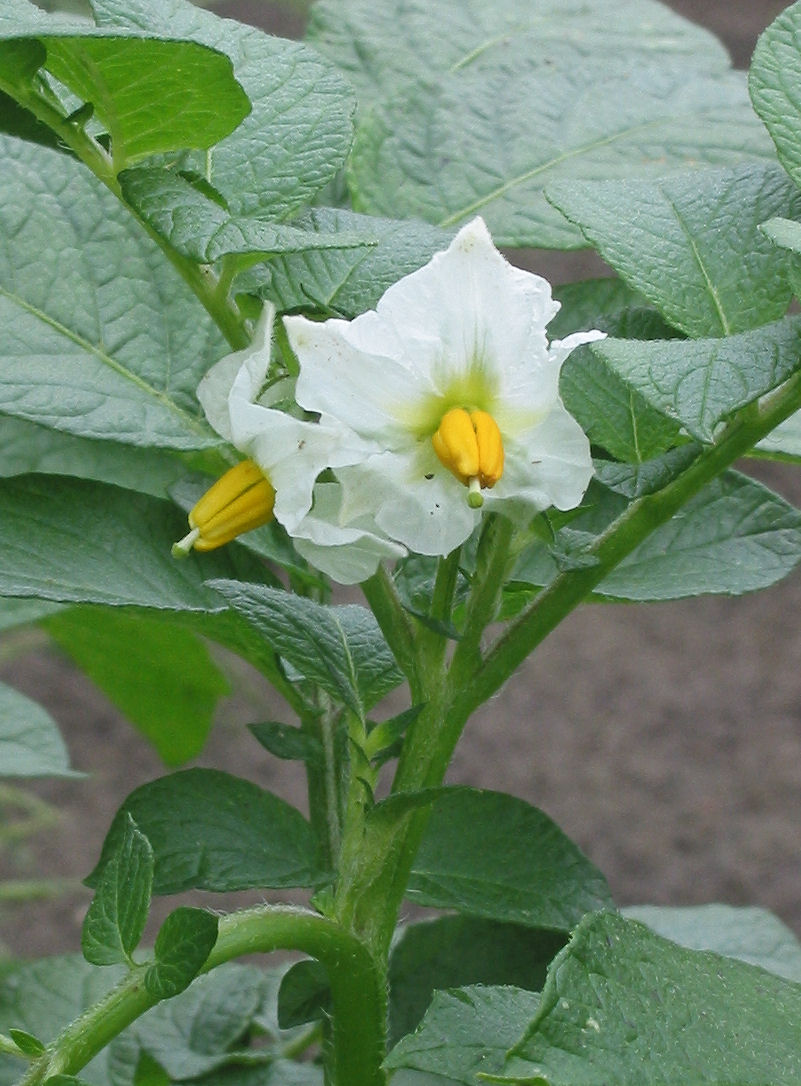
Blüte
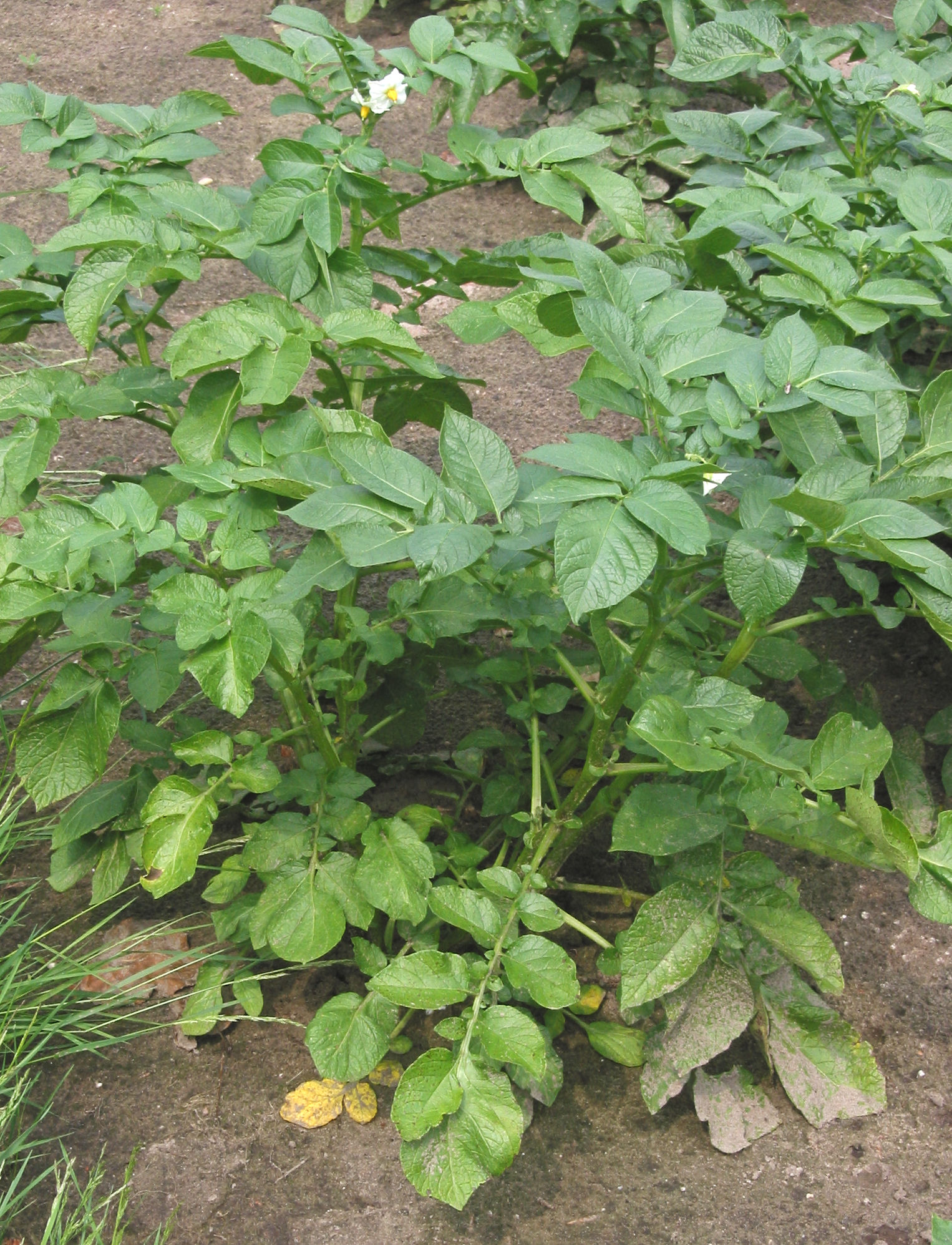
Pflanze